# Митку, Маттиас
Маттиас Митку (швед. Mattias Mitku; род. 20 июля 2001, Швеция) — шведский футболист, полузащитник «Юргордена».

## Клубная карьера
Начал заниматься футболом в клубе «Тумба» в 2012 году. Затем он провёл один год в структуре «Худдинге», после чего в 2016 году присоединился к юношеской команде столичного «Юргордена». В сентябре 2020 года подписал молодёжный контракт с клубом. 12 сентября впервые попал в заявку на официальный матч в рамках Алльсвенскана с «Эльфсборгом». 19 октября Митку дебютировал в чемпионате Швеции во встрече с «Мальмё», выйдя на замену в конце второго тайма вместо Хариса Радетинаца. 16 декабря заключил с «Юргорденом» полноценный контракт, рассчитанный на два года.
30 июля 2021 года по арендному соглашению до конца сезона отправился в «Ханинге», выступающий в первом дивизионе. Первую игру за клуб провёл 14 августа против «Броммапойкарны», выйдя на замену в середине второго тайма. В общей сложности за время аренды провёл за команду двенадцать матчей и забил один гол.

## Клубная статистика
| Выступление      | Выступление      | Выступление      | Лига | Лига | Кубки | Кубки | Конт. кубки | Конт. кубки | Итого | Итого |
| Клуб             | Лига             | Сезон            | Игры | Голы | Игры  | Голы  | Игры        | Голы        | Игры  | Голы  |
| ---------------- | ---------------- | ---------------- | ---- | ---- | ----- | ----- | ----------- | ----------- | ----- | ----- |
| Юргорден         | Алльсвенскан     | 2020             | 3    | 0    | 1     | 0     | 0           | 0           | 4     | 0     |
| Юргорден         | Алльсвенскан     | 2021             | 0    | 0    | 1     | 0     | 0           | 0           | 1     | 0     |
| Юргорден         | Итого            | Итого            | 3    | 0    | 2     | 0     | 0           | 0           | 5     | 0     |
| → Ханинге        | Дивизион 1       | 2021             | 12   | 1    | 0     | 0     | 0           | 0           | 12    | 1     |
| → Ханинге        | Итого            | Итого            | 12   | 1    | 0     | 0     | 0           | 0           | 12    | 1     |
| Всего за карьеру | Всего за карьеру | Всего за карьеру | 15   | 1    | 2     | 0     | 0           | 0           | 17    | 1     |